# The Stranger (film fra 1910)
The Stranger er en amerikansk stumfilm fra 1910 af Sidney Olcott.

## Medvirkende
- Gene Gauntier
- Robert Vignola